# Omul sunător
Omul sunător este un film românesc din 1986 regizat de Ion Truică.